# Премія «Г'юго» за найкраще оповідання
Премію «Г'юґо» у категорії «Найкраще оповідання» (англ. Hugo Award for Best Short Story) присуджують щорічно за коротку повість в жанрі наукової фантастики чи фентезі, які були видані англійською мовою (оригінал або переклад) протягом попереднього календарного року. Згідно з підрозділом 3.3.4 статті 3 Статуту Світового товариства наукової фантастики, «нагорода за найкраще оповідання надається за прозовий твір […], довжина якого становить менше 7500 слів».
Премію «Г'юґо» у категорії «Найкраща коротка повість» присуджували щорічно з 1955 року, окрім 1957, під час церемонії відзначення найкращих досягнень у галузі наукової фантастики та фентезі на черговому з'їзді Світового товариства наукової фантастики (англ. Worldcon / The World Science Fiction Convention). З 1960 по 1966 рік номінація називалась «Найкраща коротка історія», протягом цього часу нагорода за найкращу коротку повість була скасована, а за найкращу повість ще не була заснована, і нагорода називалася «найкращий прозовий твір менший за роман» що не вийшов окремою книгою. З 1996 року почали присуджувати Ретроспективну премію «Г'юґо» (так звану «Ретро-Г'юґо»), нагороду можуть отримати оповідання що вийшли 50, 75 чи 100 років тому, при умові що в цей рік проводився з'їзд Worldcon, але нагородження не відбувалося. На цей момент присуджено чотири премії за романи написані в 1939, 1946, 1951 і 1954.
За весь час існування премії було номіновано 211 авторів, з них 58 здобули нагороду включаючи «Ретро-Г'юґо» і твори в співавторстві. Гарлан Еллісон отримала найбільше нагород — чотири. По три нагоди виграли п'ять авторів: Артур Кларк, Ларрі Нівен, Майк Резнік, Майкл Свонвік і Конні Вілліс. Пол Андерсон, Джо Голдеман і Кен Лю вигравали двічі. Резнік номінувався вісімнадцять разів, Свонвік — чотирнадцять, Майкл Бурштейн номінувався сім разів, і жодного разу не виграв.

## Переможці й претенденти
У таблиці зазначені переможці Премії (виділено кольором) і номінанти на неї, які брали участь у фінальному етапі голосування. Також наводиться оригінальний правопис імен авторів та оригінали заголовків їхніх творів. Український переклад назв творів слід вважати умовними оскільки більшість не перекладалася українською.

### 1955— 69 роки
| Рік  | Автор                                           | Назва твору | Прим.  |
| ---- | ----------------------------------------------- | --- | ------ |
| 1955 | Ерік Френк Расселл (англ. Eric Frank Russell)   | «Абракадабра» (англ. «Allamagoosa»)                                                                                         | [ 3 ]  |
| 1956 | Артур Кларк (англ. Arthur C. Clarke)            | «Зірка» (англ. «The Star»)                                                                                                  | [ 4 ]  |
| 1956 | Ф. Л. Воллес (англ. F. L. Wallace)              | «Кінець як світ» (англ. «End as a World»)                                                                                   | [ 4 ]  |
| 1956 | Джеймс Бліш (англ. James Blish)                 | «Король гори» (англ. «King of the Hill»)                                                                                    | [ 4 ]  |
| 1956 | Альгіс Будріс (англ. Algis Budrys)              | «Ніхто не чіпає гусака» (англ. «Nobody Bothers Gus»)                                                                        | [ 4 ]  |
| 1956 | Кордвайнер Сміт (англ. Cordwainer Smith)        | «Гра щура і дракона» (англ. «The Game of Rat and Dragon»)                                                                   | [ 4 ]  |
| 1956 | Рей Бредбері (англ. Ray Bradbury)               | «Дракон» (англ. «The Dragon»)                                                                                               | [ 4 ]  |
| 1956 | Роберт Шеклі (англ. Robert Sheckley)            | «Шпигунська історія» (англ. «Spy Story»)                                                                                    | [ 4 ]  |
| 1956 | Теодор Стерджон (англ. Theodore Sturgeon)       | «Блим» (англ. «Twink») | [ 4 ]  |
| 1958 | Аврам Дейвідсон (англ. Avram Davidson)          | «Або всі моря з устрицями» (англ. «Or All the Seas with Oysters»)                                                           | [ 5 ]  |
| 1959 | Роберт Блох (англ. Robert Bloch)                | «Поїзд до пекла» (англ. «That Hell-Bound Train»)                                                                            | [ 6 ]  |
| 1959 | Антон Лі Бейкер (англ. Anton Lee Baker)         | «Вони над цим працюють…» (англ. «They've Been Working On...»)                                                               | [ 6 ]  |
| 1959 | Альфред Бестер (англ. Alfred Bester)            | «Людина що вбила Мухамеда» (англ. «The Men Who Murdered Mohammed»)                                                          | [ 6 ]  |
| 1959 | Джессі Ф. Боун (англ. J. F. Bone)               | «Стрілець» (англ. «Triggerman»)                                                                                             | [ 6 ]  |
| 1959 | Альгіс Будріс (англ. Algis Budrys)              | «Край моря» (англ. «The Edge of the Sea»)                                                                                   | [ 6 ]  |
| 1959 | Сиріл Корнблас (англ. Cyril M. Kornbluth)       | «Пришестя на дванадцятому каналі» (англ. «The Advent on Channel Twelve»)                                                    | [ 6 ]  |
| 1959 | Сиріл Корнблас (англ. Cyril M. Kornbluth)       | «Теорія ракети» (англ. «Theory of Rocketry»)                                                                                | [ 6 ]  |
| 1959 | Фріц Лайбер (англ. Fritz Reuter Leiber)         | «Рамп-Тітті-Тітті-Там-ТА-Ті» (англ. «Rump-Titty-Titty-Tum-TAH-Tee»)                                                         | [ 6 ]  |
| 1959 | Стенлі Маллен (англ. Stanley Mullen)            | «Космос щоб гойдати кішку» (англ. «Space to Swing a Cat»)                                                                   | [ 6 ]  |
| 1959 | Менлі Веллмен (англ. Manly Wade Wellman)        | «Дев'ять ярдів в іншому одязі» (англ. «Nine Yards of Other Cloth»)                                                          | [ 6 ]  |
| 1960 | Деніел Кіз (англ. Daniel Keyes)                 | «Квіти для Елджернона» (англ. «Flowers for Algernon»)                                                                       | [ 7 ]  |
| 1960 | Філіп Хосе Фармер (англ. Philip José Farmer)    | «Людина з алеї» (англ. «The Alley Man»)                                                                                     | [ 7 ]  |
| 1960 | Альфред Бестер (англ. Alfred Bester)            | «Пі-людина» (англ. «The Pi Man»)                                                                                            | [ 7 ]  |
| 1960 | Ральф Вільямс (англ. Ralph Williams)            | «Кіт і миша» (англ. «Cat and Mouse»)                                                                                        | [ 7 ]  |
| 1960 | Теодор Стерджен (англ. Theodore Sturgeon)       | «Людина що загубила море» (англ. «The Man Who Lost the Sea»)                                                                | [ 7 ]  |
| 1961 | Пол Андерсон (англ. Poul Anderson)              | «Найдовша подорож» (англ. «The Longest Voyage»)                                                                             | [ 8 ]  |
| 1961 | Павліна Ешвел (англ. Pauline Ashwell)           | «Загублений Кефузалум» (англ. «The Lost Kafoozalum»)                                                                        | [ 8 ]  |
| 1961 | Філіп Хосе Фармер (англ. Philip José Farmer)    | «Відкрийся мені, сестра» (інша назва «Брат моєї сестри») (англ. «Open to Me, My Sister» (інша назва «My Sister's Brother»)) | [ 8 ]  |
| 1961 | Теодор Стерджон (англ. Theodore Sturgeon)       | «Потреба» (англ. «Need») | [ 8 ]  |
| 1962 | Браян Олдіс (англ. Brian Aldiss)                | «Теплиця» (англ. «Hothouse»)                                                                                                | [ 9 ]  |
| 1962 | Ллойд Біггл-молодший (англ. Lloyd Biggle, Jr.)  | «Пам'ятник» (англ. «Monument»)                                                                                              | [ 9 ]  |
| 1962 | Фріц Лайбер (англ. Fritz Reuter Leiber)         | «Дочка Скілли» (англ. «Scylla's Daughter»)                                                                                  | [ 9 ]  |
| 1962 | Мак Рейнольдс (англ. Mack Reynolds)             | «Status Quo» | [ 9 ]  |
| 1962 | Джеймс Шміц (англ. James H. Schmitz)            | «Випустити лева» (англ. «Lion Loose»)                                                                                       | [ 9 ]  |
| 1963 | Джек Венс (англ. Jack Vance)                    | «Повелитель дракона» (англ. «The Dragon Masters»)                                                                           | [ 10 ] |
| 1963 | Гері Дженнінгс (англ. Gary Jennings)            | «Мірра» (англ. «Myrrha») | [ 10 ] |
| 1963 | Фріц Лайбер (англ. Fritz Reuter Leiber)         | «Нечестивий Грааль» (англ. «The Unholy Grail»)                                                                              | [ 10 ] |
| 1963 | Теодор Стерджон (англ. Theodore Sturgeon)       | «Коли ви хвилюєтесь, коли кохаєте» (англ. «When You Care, When You Love»)                                                   | [ 10 ] |
| 1963 | Томас Свонн (англ. Thomas Burnett Swann)        | «Де птах вогню?» (англ. «Where Is the Bird of Fire?»)                                                                       | [ 10 ] |
| 1964 | Пол Андерсон (англ. Poul Anderson)              | «Немає миру з королями» (англ. «No Truce with Kings»)                                                                       | [ 11 ] |
| 1964 | Рік Рафаель (англ. Rick Raphael)                | «Код три» (англ. «Code Three»)                                                                                              | [ 11 ] |
| 1964 | Роджер Желязни (англ. Roger Zelazny)            | «Троянда для Еклезіаста» (англ. «A Rose for Ecclesiastes»)                                                                  | [ 11 ] |
| 1964 | Едгар Райс Барроуз (англ. Edgar Rice Burroughs) | «Дикий Пеллюсидар» (англ. «Savage Pellucidar»)                                                                              | [ 11 ] |
| 1965 | Гордон Діксон (англ. Gordon R. Dickson)         | «Солдате, не запитуй» (англ. «Soldier, Ask Not»)                                                                            | [ 12 ] |
| 1965 | Рік Рафаель (англ. Rick Raphael)                | «Одного разу коп» (англ. «Once a Cop»)                                                                                      | [ 12 ] |
| 1965 | Роберт Янґ (англ. Robert F. Young)              | «Собачка пішла» (англ. «Little Dog Gone»)                                                                                   | [ 12 ] |
| 1966 | Гарлан Еллісон (англ. Harlan Ellison)           | «„Покайтесь, Арлекін“ сказав Годинникар» (англ. «"Repent, Harlequin!" Said the Ticktockman»)                                | [ 13 ] |
| 1966 | Пол Андерсон (англ. Poul Anderson)              | «Марка і розправа» (англ. «Marque and Reprisal»)                                                                            | [ 13 ] |
| 1966 | Філіп Хосе Фармер (англ. Philip José Farmer)    | «День Великого крику» (англ. «Day of the Great Shout»)                                                                      | [ 13 ] |
| 1966 | Фріц Лейбер (англ. Fritz Reuter Leiber)         | «Зоряний причал» (англ. «Stardock»)                                                                                         | [ 13 ] |
| 1966 | Роджер Желязни (англ. Roger Zelazny)            | «Двері його обличчя, ліхтарі його рота» (англ. «The Doors of His Face, The Lamps of His Mouth»)                             | [ 13 ] |
| 1967 | Ларрі Нівен (англ. Larry Niven)                 | «Нейтронна зірка» (англ. «Neutron Star»)                                                                                    | [ 14 ] |
| 1967 | Браян Олдіс (англ. Brian Aldiss)                | «Чоловік в своєму часі» (англ. «Man In His Time»)                                                                           | [ 14 ] |
| 1967 | Гарлан Еллісон (англ. Harlan Ellison)           | «Ілюзії для вбивці драконів» (англ. «Delusions for a Dragon Slayer»)                                                        | [ 14 ] |
| 1967 | Реймонд Джонс (англ. Raymond F. Jones)          | «Щурячі перегони» (англ. «Rat Race»)                                                                                        | [ 14 ] |
| 1967 | Річард Маккенна (англ. Richard McKenna)         | «Потаємне місце» (англ. «The Secret Place»)                                                                                 | [ 14 ] |
| 1967 | Фред Сейберхеген (англ. Fred Saberhagen)        | «Містер Джестер» (англ. «Mr. Jester»)                                                                                       | [ 14 ] |
| 1967 | Боб Шоу (англ. Bob Shaw)                        | «Світло інших днів» (англ. «Light of Other Days»)                                                                           | [ 14 ] |
| 1967 | Роджер Желязни (англ. Roger Zelazny)            | «Тепер приходить сила» (англ. «Comes Now the Power»)                                                                        | [ 14 ] |
| 1968 | Гарлан Еллісон (англ. Harlan Ellison)           | «Я не маю рота, але повинен кричати» (англ. «I Have No Mouth, and I Must Scream»)                                           | [ 15 ] |
| 1968 | Ларрі Нівен (англ. Larry Niven)                 | «Людина пила» (англ. «The Jigsaw Man»)                                                                                      | [ 15 ] |
| 1968 | Семюель Ділені (англ. Samuel R. Delany)         | «Так, і Гоморра» (англ. «Aye, and Gomorrah»)                                                                                | [ 15 ] |
| 1969 | Гарлан Еллісон (англ. Harlan Ellison)           | «Звір, що кричав про любов в серці світу» (англ. «The Beast that Shouted Love at the Heart of the World»)                   | [ 16 ] |
| 1969 | Ларрі Нівен (англ. Larry Niven)                 | «Всі міріади способів» (англ. «All the Myriad Ways»)                                                                        | [ 16 ] |
| 1969 | Террі Карр (англ. Terry Carr)                   | «Танець Зміни і Трійки» (англ. «The Dance of the Changer and the Three»)                                                    | [ 16 ] |
| 1969 | Бетсі Кьортіс (англ. Betsy Curtis)              | «Ефект Стейджера» (англ. «The Steiger Effect»)                                                                              | [ 16 ] |
| 1969 | Деймон Найт (англ. Damon Knight)                | «Маски» (англ. «Masks») | [ 16 ] |

### 1970— 79 роки
| Рік  | Автор                                             | Назва твору                                                                                                  | Прим.  |
| ---- | ------------------------------------------------- | --- | ------ |
| 1970 | Семюель Ділені (англ. Samuel R. Delany)           | «Час як спіраль напів-коштовних каменів» (англ. «Time Considered as a Helix of Semi-Precious Stones»)        | [ 17 ] |
| 1970 | Роберт Сілверберг (англ. Robert Silverberg)       | «Пасажири» (англ. «Passengers»)                                                                              | [ 17 ] |
| 1970 | Ларрі Нівен (англ. Larry Niven)                   | «Ще недовго до кінця» (англ. «Not Long Before the End»)                                                      | [ 17 ] |
| 1970 | Грегорі Бенфорд (англ. Gregory Benford)           | «Глибше темряви» (англ. «Deeper than the Darkness»)                                                          | [ 17 ] |
| 1970 | Урсула Ле Ґуїн (англ. Ursula K. Le Guin)          | «Зимовий король» (англ. «Winter's King»)                                                                     | [ 17 ] |
| 1971 | Теодор Стерджон (англ. Theodore Sturgeon)         | «Повільна скульптура» (англ. «Slow Sculpture»)                                                               | [ 18 ] |
| 1971 | Рафаель Лафферті (англ. R. A. Lafferty)           | «Продовження на наступному камені» (англ. «Continued on Next Rock»)                                          | [ 18 ] |
| 1971 | Гордон Діксон (англ. Gordon R. Dickson)           | «Жан Дюпре» (англ. «Jean Duprès»)                                                                            | [ 18 ] |
| 1971 | Кіт Ломер (англ. Keith Laumer)                    | «В черзі» (англ. «In the Queue»)                                                                             | [ 18 ] |
| 1971 | Бен Бова (англ. Ben Bova)                         | «Яскраво» (англ. «Brillo»)                                                                                   | [ 18 ] |
| 1972 | Ларрі Нівен (англ. Larry Niven)                   | «Непостійний місяць» (англ. «Inconstant Moon»)                                                               | [ 19 ] |
| 1972 | Урсула Ле Ґуїн (англ. Ursula K. Le Guin)          | «Більший за імперії і значно повільніший» (англ. «Vaster than Empires and More Slow»)                        | [ 19 ] |
| 1972 | Кліффорд Сімак (англ. Clifford D. Simak)          | «Земля осіння» (англ. «The Autumn Land»)                                                                     | [ 19 ] |
| 1972 | Стівен Толл (англ. Stephen Tall)                  | «Ведмідь з вузлом на хвості» (англ. «The Bear with the Knot on His Tail»)                                    | [ 19 ] |
| 1972 | Рафаель Лафферті (англ. R. A. Lafferty)           | «Небо» (англ. «Sky»)                                                                                         | [ 19 ] |
| 1972 | Джордж Еффінджер (англ. George Alec Effinger)     | «Всі останні війни відразу» (англ. «All the Last Wars at Once»)                                              | [ 19 ] |
| 1973 | Рафаель Лафферті (англ. R. A. Lafferty)           | «Мати Евреми» (англ. «Eurema's Dam»)                                                                         | [ 20 ] |
| 1973 | Фредерик Пол (англ. Frederik Pohl)                | «Зустріч» (англ. «The Meeting»)                                                                              | [ 20 ] |
| 1973 | Роберт Сілверберг (англ. Robert Silverberg)       | «Коли ми пішли шукати кінець світу» (англ. «When We Went to See the End of the World»)                       | [ 20 ] |
| 1973 | Джеймс Тіптрі-молодший (англ. James Tiptree, Jr.) | «І я прокинувся на холодній стороні пагорба» (англ. «And I Awoke and Found Me Here on the Cold Hill's Side») | [ 20 ] |
| 1973 | Джоана Рус (англ. Joanna Russ)                    | «Коли воно змінилося» (англ. «When It Changed»)                                                              | [ 20 ] |
| 1974 | Урсула Ле Ґуїн (англ. Ursula K. Le Guin)          | «Той хто тікав від омели» (англ. «The Ones Who Walk Away from Omelas»)                                       | [ 21 ] |
| 1974 | Джордж Мартін (англ. George R. R. Martin)         | «Містфаль приходить зранку» (англ. «With Morning Comes Mistfall»)                                            | [ 21 ] |
| 1974 | Кліффорд Сімак (англ. Clifford D. Simak)          | «Будівельний майданчик» (англ. «Construction Shack»)                                                         | [ 21 ] |
| 1974 | Вонда Макінтайр (англ. Vonda N. McIntyre)         | «Крила» (англ. «Wings»)                                                                                      | [ 21 ] |
| 1975 | Ларрі Нівен (англ. Larry Niven)                   | «Порожня людина» (англ. «The Hole Man»)                                                                      | [ 22 ] |
| 1975 | Альфред Бестер (англ. Alfred Bester)              | «Чотирьохгодинна фуга» (англ. «The Four-Hour Fugue»)                                                         | [ 22 ] |
| 1975 | Майкл Бішоп (англ. Michael Bishop)                | «Касодіанська одісея» (англ. «Cathadonian Odyssey»)                                                          | [ 22 ] |
| 1975 | Урсула Ле Ґуїн (англ. Ursula K. Le Guin)          | «День перед революцією» (англ. «The Day Before the Revolution»)                                              | [ 22 ] |
| 1975 | Роберт Сілверберг (англ. Robert Silverberg)       | «Шварц між галактиками» (англ. «Schwartz Between the Galaxies»)                                              | [ 22 ] |
| 1976 | Фріц Лайбер (англ. Fritz Leiber)                  | «Ловіть той цепелін!» (англ. «Catch That Zeppelin!»)                                                         | [ 23 ] |
| 1976 | Гарлан Еллісон (англ. Harlan Ellison)             | «Кроатон» (англ. «Croatoan»)                                                                                 | [ 23 ] |
| 1976 | Філіп Плаугер (англ. P. J. Plauger)               | «Дитина всіх віків» (англ. «Child of All Ages»)                                                              | [ 23 ] |
| 1976 | Річард Лупофф (англ. Richard A. Lupoff)           | «Вітрила припливу жалоби» (англ. «Sail the Tide of Mourning»)                                                | [ 23 ] |
| 1976 | Майкл Бішоп (англ. Michael Bishop)                | «Томатний розбійник» (англ. «Rogue Tomato»)                                                                  | [ 23 ] |
| 1976 | Григорій Бенфорд (англ. Gregory Benford)          | «Робити Леннона» (англ. «Doing Lennon»)                                                                      | [ 23 ] |
| 1977 | Джо Голдеман (англ. Joe Haldeman)                 | «Трьохсотрічний» (англ. «Tricentennial»)                                                                     | [ 24 ] |
| 1977 | Чарльз Грант (англ. Charles L. Grant)             | «Натовп тіней» (англ. «A Crowd of Shadows»)                                                                  | [ 24 ] |
| 1977 | Деймон Найт (англ. Damon Knight)                  | «Я тебе бачу» (англ. «I See You»)                                                                            | [ 24 ] |
| 1977 | Джеймс Вайт (англ. James White)                   | «Звичне місце» (англ. «Custom Fitting»)                                                                      | [ 24 ] |
| 1978 | Гарлан Еллісон (англ. Harlan Ellison)             | «Джефті — п'ятий» (англ. «Jeffty Is Five»)                                                                   | [ 25 ] |
| 1978 | Джон Варлі (англ. John Varley)                    | «Повітряний рейд» (англ. «Air Raid»)                                                                         | [ 25 ] |
| 1978 | Спайдер Робінсон (англ. Spider Robinson)          | «Вечір собачого дня» (англ. «Dog Day Evening»)                                                               | [ 25 ] |
| 1978 | Рендал Ґаррет (англ. Randall Garrett)             | «Лаурелін» (англ. «Lauralyn»)                                                                                | [ 25 ] |
| 1978 | Джеймс Тіптрі-молодший (англ. James Tiptree, Jr.) | «Ангел часу» (англ. «Time-Sharing Angel»)                                                                    | [ 25 ] |
| 1979 | Керолін Черрі (англ. C. J. Cherryh)               | «Кассандра» (англ. «Cassandra»)                                                                              | [ 26 ] |
| 1979 | Гарлан Еллісон (англ. Harlan Ellison)             | «Кількість годинників що рахують час» (англ. «Count the Clock that Tells the Time»)                          | [ 26 ] |
| 1979 | Джоан Віндж (англ. Joan D. Vinge)                 | «Вид з висоти» (англ. «View From a Height»)                                                                  | [ 26 ] |
| 1979 | Едвард Браянт (англ. Edward Bryant)               | «Камінь» (англ. «Stone»)                                                                                     | [ 26 ] |
| 1979 | Ієн Вотсон (англ. Ian Watson)                     | «Дуже повільна машина часу» (англ. «The Very Slow Time Machine»)                                             | [ 26 ] |

### 1980— 89 роки
| Рік  | Автор                                             | Назва твору                                                                                         | Прим.  |
| ---- | ------------------------------------------------- | --------------------------------------------------------------------------------------------------- | ------ |
| 1980 | Джордж Мартін (англ. George R. R. Martin)         | «Шлях хреста та дракона» (англ. «The Way of Cross and Dragon»)                                      | [ 27 ] |
| 1980 | Орсон Скотт Кард (англ. Orson Scott Card)         | «Самотня соната» (англ. «Unaccompanied Sonata»)                                                     | [ 27 ] |
| 1980 | Тед Рейнольдс (англ. Ted Reynolds)                | «Ці кості можуть жити?» (англ. «Can These Bones Live?»)                                             | [ 27 ] |
| 1980 | Едвард Браянт (англ. Edward Bryant)               | (англ. «giANTS»)                                                                                    | [ 27 ] |
| 1980 | Конні Вілліс (англ. Connie Willis)                | «Маргаритка, на сонці» (англ. «Daisy, In the Sun»)                                                  | [ 27 ] |
| 1981 | Кліффорд Сімак (англ. Clifford D. Simak)          | «Грот танцюючих оленів» (англ. «Grotto of the Dancing Deer»)                                        | [ 28 ] |
| 1981 | Роберт Сілверберг (англ. Robert Silverberg)       | «Богоматір з завроподів» (англ. «Our Lady of the Sauropods»)                                        | [ 28 ] |
| 1981 | Сьюзен Петрі (англ. Susan C. Petry)               | «Пісня павуків» (англ. «Spidersong»)                                                                | [ 28 ] |
| 1981 | Джефф Дантіман (англ. Jeff Duntemann)             | «Холодні руки» (англ. «Cold Hands»)                                                                 | [ 28 ] |
| 1981 | Джефф Дантіман (англ. Jeff Duntemann)             | «Охоронець» (англ. «Guardian»)                                                                      | [ 28 ] |
| 1982 | Джон Варлі (англ. John Varley)                    | «Штовхач» (англ. «The Pusher»)                                                                      | [ 29 ] |
| 1982 | Джин Вулф (англ. Gene Wolfe)                      | «Жінка Єдиноріг Любов» (англ. «The Woman the Unicorn Loved»)                                        | [ 29 ] |
| 1982 | Сахаріткул Сомтов (англ. Somtow Sucharitkul)      | «Твоя відсутність нанедовго» (англ. «Absent Thee from Felicity Awhile»)                             | [ 29 ] |
| 1982 | Джордж Гатрідж (англ. George Guthridge)           | «Тиша» (англ. «The Quiet»)                                                                          | [ 29 ] |
| 1983 | Спайдер Робінсон (англ. Spider Robinson)          | «Меланхолія слонів» (англ. «Melancholy Elephants»)                                                  | [ 30 ] |
| 1983 | Урсула Ле Ґуїн (англ. Ursula K. Le Guin)          | «Sur»                                                                                               | [ 30 ] |
| 1983 | Джеймс Тіптрі-молодший (англ. James Tiptree, Jr.) | «Хлопчик що завжди катається на водних лижах» (англ. «The Boy Who Waterskied to Forever»)           | [ 30 ] |
| 1983 | Брюс Стерлінг (англ. Bruce Sterling)              | «Павуча троянда» (англ. «Spider Rose»)                                                              | [ 30 ] |
| 1983 | Говард Волдроп (англ. Howard Waldrop)             | «Айк на Майку» (англ. «Ike at the Mike"»)                                                           | [ 30 ] |
| 1984 | Октавія Батлер (англ. Octavia E. Butler)          | «Звуки мови» (англ. «Speech Sounds»)                                                                | [ 31 ] |
| 1984 | Фредерик Пол (англ. Frederik Pohl)                | «Слуга народу» (англ. «Servant of the People»)                                                      | [ 31 ] |
| 1984 | Гілберт Щенк (англ. Hilbert Schenck)              | «Геометрія розповіді» (англ. «The Geometry of Narrative»)                                           | [ 31 ] |
| 1984 | Ґерднер Дозуа (англ. Gardner Dozois)              | «Миротворець» (англ. «The Peacemaker»)                                                              | [ 31 ] |
| 1984 | Вільям Ву (англ. William F. Wu)                   | «Виставка знахідок Вонґа» (англ. «Wong's Lost and Found Emporium»)                                  | [ 31 ] |
| 1985 | Дейвід Брін (англ. David Brin)                    | «Кришталеві сфери» (англ. «The Crystal Spheres»)                                                    | [ 32 ] |
| 1985 | Джордж Еффінджер (англ. George Alec Effinger)     | «Прибулець який знав, чесно, все» (англ. «The Aliens Who Knew, I Mean, Everything»)                 | [ 32 ] |
| 1985 | Лі Кіллоу (англ. Lee Killough)                    | «Симфонія для блукаючого мандрівника» (англ. «Symphony for a Lost Traveler»)                        | [ 32 ] |
| 1985 | Лусіус Шепард (англ. Lucius Shepard)              | «Сальвадор» (англ. «Salvador»)                                                                      | [ 32 ] |
| 1985 | Кім Стенлі Робінсон (англ. Kim Stanley Robinson)  | «Біг по вододілу» (англ. «Ridge Running»)                                                           | [ 32 ] |
| 1985 | Стівен Гулд (англ. Steven Gould)                  | «Рорі» (англ. «Rory»)                                                                               | [ 32 ] |
| 1986 | Фредерик Пол (англ. Frederik Pohl)                | «Фермі і мороз» (англ. «Fermi and Frost»)                                                           | [ 33 ] |
| 1986 | Говард Волдроп (англ. Howard Waldrop)             | «Літаюча тарілка Рок-ен-Ролл» (англ. «Flying Saucer Rock & Roll»)                                   | [ 33 ] |
| 1986 | Джон Краулі (англ. John Crowley)                  | «Сніг» (англ. «Snow»)                                                                               | [ 33 ] |
| 1986 | Брюс Стерлінг (англ. Bruce Sterling)              | «Вечеря в Аудохості» (англ. «Dinner in Audoghast»)                                                  | [ 33 ] |
| 1986 | Вільям Ву (англ. William F. Wu)                   | «Блеф Хонґа» (англ. «Hong's Bluff»)                                                                 | [ 33 ] |
| 1987 | Ґреґ Бір (англ. Greg Bear)                        | «Дотичні» (англ. «Tangents»)                                                                        | [ 34 ] |
| 1987 | Айзек Азімов (англ. Isaac Asimov)                 | «Сни робота» (англ. «Robot Dreams»)                                                                 | [ 34 ] |
| 1987 | Ненсі Спрінджер (англ. Nancy Springer)            | «Хлопець, що заплітав гриви» (англ. «The Boy Who Plaited Manes»)                                    | [ 34 ] |
| 1987 | Дейвід Ґарнетт (англ. David S. Garnett)           | «Все ще життя» (англ. «Still Life»)                                                                 | [ 34 ] |
| 1987 | Джеймс Патрік Келлі (англ. James Patrick Kelly)   | «Щур» (англ. «Rat»)                                                                                 | [ 34 ] |
| 1988 | Лоуренс Вотт-Еванс (англ. Lawrence Watt-Evans)    | «Чому я покинув нічні гамбургери Гаррі» (англ. «Why I Left Harry's All-Night Hamburgers»)           | [ 35 ] |
| 1988 | Кейт Вільгельм (англ. Kate Wilhelm)               | «Назавжди твоя, Анна» (англ. «Forever Yours, Anna»)                                                 | [ 35 ] |
| 1988 | Пет Кедіген (англ. Pat Cadigan)                   | «Ангел» (англ. «Angel»)                                                                             | [ 35 ] |
| 1988 | Говард Волдроп (англ. Howard Waldrop)             | «Ніч кутерів» (англ. «Night of the Cooters»)                                                        | [ 35 ] |
| 1988 | Карен Фаулер (англ. Karen Joy Fowler)             | «Вірний супутник в сорок» (англ. «The Faithful Companion at Forty»)                                 | [ 35 ] |
| 1988 | Ліза Голдштайн (англ. Lisa Goldstein)             | «Фотограф Кассандри» (англ. «Cassandra's Photographs»)                                              | [ 35 ] |
| 1989 | Майк Резнік (англ. Mike Resnick)                  | «Кірініаґа» (англ. «Kirinyaga»)                                                                     | [ 36 ] |
| 1989 | Дейвід Брін (англ. David Brin)                    | «Чума допомоги» (англ. «The Giving Plague»)                                                         | [ 36 ] |
| 1989 | Джефрі Лендіс (англ. Geoffrey A. Landis)          | «Хвильки в морі Дірака» (англ. «Ripples in the Dirac Sea»)                                          | [ 36 ] |
| 1989 | Брюс Стерлінг (англ. Bruce Sterling)              | «Наш нервовий Чорнобиль» (англ. «Our Neural Chernobyl»)                                             | [ 36 ] |
| 1989 | Ейлін Ганн (англ. Eileen Gunn)                    | «Стійкі стратегії для управління середньої ланки» (англ. «Stable Strategies for Middle Management») | [ 36 ] |
| 1989 | Джек Макдевітт (англ. Jack McDevitt)              | «Гілка Форт Моксі» (англ. «The Fort Moxie Branch»)                                                  | [ 36 ] |

### 1990— 99 роки
| Рік  | Автор                                           | Назва твору | Прим.  |
| ---- | ----------------------------------------------- | --- | ------ |
| 1990 | Сюзі Маккі Чарнас (англ. Suzy McKee Charnas)    | «Цицьки» (англ. «Boobs») | [ 37 ] |
| 1990 | Орсон Скотт Кард (англ. Orson Scott Card)       | «Загублені» (англ. «Lost Boys») | [ 37 ] |
| 1990 | Ейлін Ганн (англ. Eileen Gunn)                  | «Дружній комп'ютер» (англ. «Computer Friendly») | [ 37 ] |
| 1990 | Ларрі Нівен (англ. Larry Niven)                 | «Повернення Вільяма Проксміра» (англ. «The Return of William Proxmire») | [ 37 ] |
| 1990 | Майкл Свонвік (англ. Michael Swanwick)          | «Край світу» (англ. «The Edge of the World») | [ 37 ] |
| 1990 | Брюс Стерлінг (англ. Bruce Sterling)            | «Дорі Бенґс» (англ. «Dori Bangs») | [ 37 ] |
| 1991 | Террі Біссон (англ. Terry Bisson)               | «Ведмеді відкрили вогонь» (англ. «Bears Discover Fire») | [ 38 ] |
| 1991 | Конні Вілліс (англ. Connie Willis)              | «Сібола» (англ. «Cibola») | [ 38 ] |
| 1991 | Чарльз Шеффілд (англ. Charles Sheffield)        | «Щасливої дороги» (англ. «Godspeed») | [ 38 ] |
| 1991 | Роберт Рід (англ. Robert Reed)                  | «Корисна людина» (англ. «The Utility Man») | [ 38 ] |
| 1991 | В. Томпсон (англ. W. R. Thompson)               | «VRM-547» | [ 38 ] |
| 1992 | Джефрі Лендіс (англ. Geoffrey A. Landis)        | «Прогулянка по Сонцю» (англ. «A Walk in the Sun») | [ 39 ] |
| 1992 | Майк Резнік (англ. Mike Resnick)                | «Один прекрасний ранок, з шакалами» (англ. «One Perfect Morning, With Jackals») | [ 39 ] |
| 1992 | Конні Вілліс (англ. Connie Willis)              | «Пізній крейдяний період» (англ. «In the Late Cretaceous») | [ 39 ] |
| 1992 | Майк Резнік (англ. Mike Resnick)                | «Зимове сонцестояння» (англ. «Winter Solstice») | [ 39 ] |
| 1992 | Террі Біссон (англ. Terry Bisson)               | «Натисніть Ен» (англ. «Press Ann») | [ 39 ] |
| 1992 | Джон Кессел (англ. John Kessel)                 | «Баффало» (англ. «Buffalo») | [ 39 ] |
| 1992 | Марта Соукап (англ. Martha Soukup)              | «Собаче життя» (англ. «Dog's Life») | [ 39 ] |
| 1993 | Конні Вілліс (англ. Connie Willis)              | «Навіть королева» (англ. «Even the Queen») | [ 40 ] |
| 1993 | Ненсі Кресс (англ. Nancy Kress)                 | «Гора до Магомеда» (англ. «The Mountain to Mohammed») | [ 40 ] |
| 1993 | Майк Резнік (англ. Mike Resnick)                | «Лотос і спис» (англ. «The Lotus and the Spear») | [ 40 ] |
| 1993 | Марта Соукап (англ. Martha Soukup)              | «Довільне розміщення стін» (англ. «The Arbitrary Placement of Walls») | [ 40 ] |
| 1993 | Ніколас ді Чаріо (англ. Nicholas A. DiChario)   | «Зимова ягода» (англ. «The Winterberry») | [ 40 ] |
| 1994 | Конні Вілліс (англ. Connie Willis)              | «Смерть на Нілі» (англ. «Death on the Nile») | [ 41 ] |
| 1994 | Майк Резнік (англ. Mike Resnick)                | «Мваліму на рингу» (англ. «Mwalimu in the Squared Circle») | [ 41 ] |
| 1994 | Марта Соукап (англ. Martha Soukup)              | «Історія зайшла далеко» (англ. «The Story So Far») | [ 41 ] |
| 1994 | Бріджит Маккенна (англ. Bridget McKenna)        | «Добре щеня» (англ. «The Good Pup») | [ 41 ] |
| 1994 | Террі Біссон (англ. Terry Bisson)               | «Англія в процесі» (англ. «England Underway») | [ 41 ] |
| 1995 | Джо Голдеман (англ. Joe Haldeman)               | «Ніхто настільки сліпий» (англ. «None So Blind») | [ 42 ] |
| 1995 | Кейт Вільгельм (англ. Kate Wilhelm)             | «Я знаю що ви думаєте» (англ. «I Know What You're Thinking») | [ 42 ] |
| 1995 | Майк Резнік (англ. Mike Resnick)                | «Бернабі у вигнанні» (англ. «Barnaby in Exile») | [ 42 ] |
| 1995 | Террі Біссон (англ. Terry Bisson)               | «Крива мерця» (англ. «Dead Man's Curve») | [ 42 ] |
| 1995 | Баррі Н. Молзберґ (англ. Barry N. Malzberg)     | «Ентропія розуміння» (англ. «Understanding Entropy») | [ 42 ] |
| 1995 | Майкл Белл (англ. M. Shayne Bell)               | «Посуд місіс Лінкольн» (англ. «Mrs. Lincoln's China») | [ 42 ] |
| 1996 | Марін Макх'ю (англ. Maureen F. McHugh)          | «Поїзд Лінкольна» (англ. «The Lincoln Train») | [ 43 ] |
| 1996 | Естер Фріснер (англ. Esther Friesner)           | «День народження» (англ. «A Birthday») | [ 43 ] |
| 1996 | Майкл Берштайн (англ. Michael A. Burstein)      | «Телевідсутність» (англ. «TeleAbsence») | [ 43 ] |
| 1996 | Тоні Деніел (англ. Tony Daniel)                 | «Життя на Місяці» (англ. «Life on the Moon») | [ 43 ] |
| 1996 | Майкл Свонвік (англ. Michael Swanwick)          | «Прогулянки надворі» (англ. «Walking Out») | [ 43 ] |
| 1997 | Конні Вілліс (англ. Connie Willis)              | «Душа вибирає власне суспільство: вторгнення і відштовхування: Хронологіне переосмислення двох віршів Емілі Дікінсон: Велсіанська перспектива» (англ. «The Soul Selects Her Own Society: Invasion and Repulsion: A Chronological Reinterpretation of Two of Emily Dickinson's Poems: A Wellsian Perspective») | [ 44 ] |
| 1997 | Джеймс Вайт (англ. James White)                 | «Не іменинник» (англ. «Un-Birthday Boy») | [ 44 ] |
| 1997 | Майкл Свонвік (англ. Michael Swanwick)          | «Мертвий» (англ. «The Dead») | [ 44 ] |
| 1997 | Роберт Рід (англ. Robert Reed)                  | «Порядність» (англ. «Decency») | [ 44 ] |
| 1997 | Джон Кроулі (англ. John Crowley)                | «Відбули» (англ. «Gone») | [ 44 ] |
| 1998 | Майк Резнік (англ. Mike Resnick)                | «43-тя антерезька династія» (англ. «The 43 Antarean Dynasties») | [ 45 ] |
| 1998 | Джеймс Патрік Келлі (англ. James Patrick Kelly) | «Маленький павучок» (англ. «Itsy Bitsy Spider») | [ 45 ] |
| 1998 | Джин Вулф (англ. Gene Wolfe)                    | «Ні планетарному удару» (англ. «No Planets Strike») | [ 45 ] |
| 1998 | Роберт Соєр (англ. Robert J. Sawyer)            | «Руки з якими ти мав справу» (англ. «The Hand You're Dealt») | [ 45 ] |
| 1998 | Карен Фаулер (англ. Karen Joy Fowler)           | «Кімнати без крісел» (англ. «Standing Room Only») | [ 45 ] |
| 1998 | Енді Данкен (англ. Andy Duncan)                 | «Белузехетчі» (англ. «Beluthahatchie») | [ 45 ] |
| 1999 | Майкл Свонвік (англ. Michael Swanwick)          | «Пульс машини» (англ. «The Very Pulse of the Machine») | [ 46 ] |
| 1999 | Брюс Стерлінг (англ. Bruce Sterling)            | «Манекі Неко» (англ. «Maneki Neko») | [ 46 ] |
| 1999 | Майкл Свонвік (англ. Michael Swanwick)          | «Яскраві двері» (англ. «Radiant Doors») | [ 46 ] |
| 1999 | Майкл Свонвік (англ. Michael Swanwick)          | «Дикі уми» (англ. «Wild Minds») | [ 46 ] |
| 1999 | Майкл Берштайн (англ. Michael A. Burstein)      | «Космічний штопор» (англ. «Cosmic Corkscrew») | [ 46 ] |
| 1999 | Роберт Рід (англ. Robert Reed)                  | «Ящірка» (англ. «Whiptail») | [ 46 ] |

### 2000—2009 роки
| Рік  | Автор                                           | Назва твору                                                                                    | Прим.  |
| ---- | ----------------------------------------------- | ---------------------------------------------------------------------------------------------- | ------ |
| 2000 | Майкл Свонвік (англ. Michael Swanwick)          | «Скерцо з тиранозавром» (англ. «Scherzo with Tyrannosaur»)                                     | [ 47 ] |
| 2000 | Майкл Свонвік (англ. Michael Swanwick)          | «Стародавні двигуни» (англ. «Ancient Engines»)                                                 | [ 47 ] |
| 2000 | Майк Резнік (англ. Mike Resnick)                | «Парникові квіти» (англ. «Hothouse Flowers»)                                                   | [ 47 ] |
| 2000 | Террі Біссон (англ. Terry Bisson)               | «маки» (англ. «macs»)                                                                          | [ 47 ] |
| 2000 | Ніколас ді Чаріо (англ. Nicholas A. DiChario)   | «Сараєво» (англ. «Sarajevo»)                                                                   | [ 47 ] |
| 2001 | Дейвід Ленґфорд (англ. David Langford)          | «Різновиди темряви» (англ. «Different Kinds of Darkness»)                                      | [ 48 ] |
| 2001 | Майкл Берштейн (англ. Michael A. Burstein)      | «Кадиш за останнім з тих хто вижив» (англ. «Kaddish for the Last Survivor»)                    | [ 48 ] |
| 2001 | Майкл Свонвік (англ. Michael Swanwick)          | «Місячні собаки» (англ. «Moon Dogs»)                                                           | [ 48 ] |
| 2001 | Майк Резнік (англ. Mike Resnick)                | «Слони на Нептуні» (англ. «The Elephants on Neptune»)                                          | [ 48 ] |
| 2001 | Стівен Бекстер (англ. Stephen Baxter)           | «Гравітаційна шахта» (англ. «The Gravity Mine»)                                                | [ 48 ] |
| 2002 | Майкл Свонвік (англ. Michael Swanwick)          | «Собака сказав Гав-гав» (англ. «The Dog Said Bow-Wow»)                                         | [ 49 ] |
| 2002 | Урсула Ле Ґуїн (англ. Ursula K. Le Guin)        | «Кістки Землі» (англ. «The Bones of the Earth»)                                                | [ 49 ] |
| 2002 | Майк Резнік (англ. Mike Resnick)                | «Старий Макдональд мав ферму» (англ. «Old MacDonald Had a Farm»)                               | [ 49 ] |
| 2002 | Стівен Бекстер (англ. Stephen Baxter)           | «Яма з привидами» (англ. «The Ghost Pit»)                                                      | [ 49 ] |
| 2002 | Майкл Берштейн (англ. Michael A. Burstein)      | «Космічні кораблі» (англ. «Spaceships»)                                                        | [ 49 ] |
| 2003 | Джеффрі Лендіс (англ. Geoffrey A. Landis)       | «Падіння на Марс» (англ. «Falling Onto Mars»)                                                  | [ 50 ] |
| 2003 | Майкл Свонвік (англ. Michael Swanwick)          | «„Привіт“ каже гілка» (англ. «'Hello,' Said the Stick»)                                        | [ 50 ] |
| 2003 | Майкл Свонвік (англ. Michael Swanwick)          | «Кошеня сміялось, щоб побачити такий спорт» (англ. «The Little Cat Laughed to See Such Sport») | [ 50 ] |
| 2003 | Джефрі Форд (англ. Jeffrey Ford)                | «Створення» (англ. «Creation»)                                                                 | [ 50 ] |
| 2003 | Моллі Ґлосс (англ. Molly Gloss)                 | «Окіт» (англ. «Lambing Season»)                                                                | [ 50 ] |
| 2004 | Ніл Ґейман (англ. Neil Gaiman)                  | «Етюд у смарагдових тонах» (англ. «A Study in Emerald»)                                        | [ 51 ] |
| 2004 | Майкл Берштейн (англ. Michael A. Burstein)      | «Оплата вперед» (англ. «Paying It Forward»)                                                    | [ 51 ] |
| 2004 | Майк Резнік (англ. Mike Resnick)                | «Роботи не плачуть» (англ. «Robots Don't Cry»)                                                 | [ 51 ] |
| 2004 | Джо Голдеман (англ. Joe Haldeman)               | «Чотири короткі новели» (англ. «Four Short Novels»)                                            | [ 51 ] |
| 2004 | Дейвід Левін (англ. David D. Levine)            | «Розповідь золотого орла» (англ. «The Tale of the Golden Eagle»)                               | [ 51 ] |
| 2005 | Майк Резнік (англ. Mike Resnick)                | «Подорож з моїми котами» (англ. «Travels with My Cats»)                                        | [ 52 ] |
| 2005 | Джеймс Патрік Келлі (англ. James Patrick Kelly) | «Найкраще Різдво» (англ. «The Best Christmas Ever»)                                            | [ 52 ] |
| 2005 | Майк Резнік (англ. Mike Resnick)                | «Принцеса Землі» (англ. «A Princess of Earth»)                                                 | [ 52 ] |
| 2005 | Роберт Соєр (англ. Robert J. Sawyer)            | «Линяюча шкіра» (англ. «Shed Skin»)                                                            | [ 52 ] |
| 2005 | Майкл Берштейн (англ. Michael A. Burstein)      | «Рішення» (англ. «Decisions»)                                                                  | [ 52 ] |
| 2006 | Девід Левін (англ. David D. Levine)             | «Тк'тк'тк» (англ. «Tk'tk'tk»)                                                                  | [ 53 ] |
| 2006 | Майкл Берштейн (англ. Michael A. Burstein)      | «Сімдесят п'ять років» (англ. «Seventy-Five Years»)                                            | [ 53 ] |
| 2006 | Домінік Грін (англ. Dominic Green)              | «Годинникова атомна бомба» (англ. «The Clockwork Atom Bomb»)                                   | [ 53 ] |
| 2006 | Марго Ленеген (англ. Margo Lanagan)             | «Відспівуючи сестру» (англ. «Singing My Sister Down»)                                          | [ 53 ] |
| 2006 | Майк Резнік (англ. Mike Resnick)                | «Вниз по пам'яті» (англ. «Down Memory Lane»)                                                   | [ 53 ] |
| 2007 | Тім Претт (англ. Tim Pratt)                     | «Неможливі мрії» (англ. «Impossible Dreams»)                                                   | [ 54 ] |
| 2007 | Ніл Ґейман (англ. Neil Gaiman)                  | «Як розмовляти з дівчатами на вечірках» (англ. «How to Talk to Girls at Parties»)              | [ 54 ] |
| 2007 | Роберт Рід (англ. Robert Reed)                  | «Вісім епізодів» (англ. «Eight Episodes»)                                                      | [ 54 ] |
| 2007 | Брюс Макаллістер (англ. Bruce McAllister)       | «Походження» (англ. «Kin»)                                                                     | [ 54 ] |
| 2007 | Бенджамін Розенбаум (англ. Benjamin Rosenbaum)  | «Будинок за вашим небом» (англ. «The House Beyond Your Sky»)                                   | [ 54 ] |
| 2008 | Елізабет Бір (англ. Elizabeth Bear)             | «Смуга прибою» (англ. «Tideline»)                                                              | [ 55 ] |
| 2008 | Майкл Свонвік (англ. Michael Swanwick)          | «Маленкий номер в Коболдтауні» (англ. «A Small Room in Koboldtown»)                            | [ 55 ] |
| 2008 | Стівен Бекстер (англ. Stephen Baxter)           | «Останній контакт» (англ. «Last Contact»)                                                      | [ 55 ] |
| 2008 | Кен Маклауд (англ. Ken MacLeod)                 | «Хто боїться вовка 359?» (англ. «Who's Afraid of Wolf 359?»)                                   | [ 55 ] |
| 2008 | Майк Резнік (англ. Mike Resnick)                | «Дистанційний повтор» (англ. «Distant Replay»)                                                 | [ 55 ] |
| 2009 | Тед Чан (англ. Ted Chiang)                      | «Видих» (англ. «Exhalation»)                                                                   | [ 56 ] |
| 2009 | Кідж Джонсон (англ. Kij Johnson)                | «26 мавп, а ще безодня» (англ. «26 Monkeys, Also the Abyss»)                                   | [ 56 ] |
| 2009 | Майкл Свонвік (англ. Michael Swanwick)          | «Ми тікали від втраченої слави Вавилону» (англ. «From Babel's Fall'n Glory We Fled»)           | [ 56 ] |
| 2009 | Мері Коваль (англ. Mary Robinette Kowal)        | «Зла робо-мавпа» (англ. «Evil Robot Monkey»)                                                   | [ 56 ] |
| 2009 | Майк Резнік (англ. Mike Resnick)                | «Символ віри» (англ. «Article of Faith»)                                                       | [ 56 ] |

### 2010—2019 роки
| Рік  | Автор                                                    | Назва твору | Прим.  |
| ---- | -------------------------------------------------------- | --- | ------ |
| 2010 | Вілл Макінтош (англ. Will McIntosh)                      | «Крижінка» (англ. «Bridesicle») | [ 57 ] |
| 2010 | Майк Резнік (англ. Mike Resnick)                         | «Наречена Франкейнштейна» (англ. «The Bride of Frankenstein»)                                                                                               | [ 57 ] |
| 2010 | Лоуренс Щоен (англ. Lawrence M. Schoen)                  | «Момент» (англ. «The Moment») | [ 57 ] |
| 2010 | Нора Джемісін (англ. N. K. Jemisin)                      | «Не нульові ймовірності» (англ. «Non-Zero Probabilities»)                                                                                                   | [ 57 ] |
| 2010 | Кідж Джонсон (англ. Kij Johnson)                         | «Спаринг» (англ. «Spar») | [ 57 ] |
| 2011 | Мері Робінетт Коваль (англ. Mary Robinette Kowal)        | «Через брак нігтів» (англ. «For Want of a Nail») | [ 58 ] |
| 2011 | Керрі Вон (англ. Carrie Vaughn)                          | «Амариліс» (англ. «Amaryllis») | [ 58 ] |
| 2011 | Кідж Джонсон (англ. Kij Johnson)                         | «Поні» (англ. «Ponies») | [ 58 ] |
| 2011 | Пітер Воттс (англ. Peter Watts)                          | «Речі» (англ. «The Things») | [ 58 ] |
| 2012 | Кен Лю (англ. Ken Liu)                                   | «Паперовий звіринець» (англ. «The Paper Menagerie») | [ 59 ] |
| 2012 | Лілі Ю (англ. E. Lily Yu)                                | «Оси-картографи і анархістські бджоли» (англ. «The Cartographer Wasps and the Anarchist Bees»)                                                              | [ 59 ] |
| 2012 | Майк Резнік (англ. Mike Resnick)                         | «Повернення додому» (англ. «The Homecoming») | [ 59 ] |
| 2012 | Ненсі Фалда (англ. Nancy Fulda)                          | «Рух» (англ. «Movement») | [ 59 ] |
| 2012 | Джон Скальці (англ. John Scalzi)                         | «Таємна війна нічних драконів: Перша книга: Мертве місто: Пролог» (англ. «Shadow War of the Night Dragons: Book One: The Dead City: Prologue»)              | [ 59 ] |
| 2013 | Кен Лю (англ. Ken Liu)                                   | «Моно-но аваре» (англ. «Mono no Aware») | [ 60 ] |
| 2013 | Аліетт де Бодард (англ. Aliette de Bodard)               | «Занурення» (англ. «Immersion») | [ 60 ] |
| 2013 | Кідж Джонсон (англ. Kij Johnson)                         | «Дружини богомола» (англ. «Mantis Wives») | [ 60 ] |
| 2014 | Джон Чу (англ. John Chu)                                 | «Вода що падає на тебе з нізвідки» (англ. «The Water That Falls on You from Nowhere»)                                                                       | [ 61 ] |
| 2014 | Рейчел Свірски (англ. Rachel Swirsky)                    | «Якби ти був динозавром, коханий» (англ. «If You Were a Dinosaur, My Love»)                                                                                 | [ 61 ] |
| 2014 | Томас Олде Хьовелт (англ. Thomas Olde Heuvelt)           | «Чорнильні читачі Дої Сакет» (англ. «The Ink Readers of Doi Saket»)                                                                                         | [ 61 ] |
| 2014 | Софія Саматар (англ. Sofia Samatar)                      | «Історії про селкі для невдах» (англ. «Selkie Stories Are for Losers»)                                                                                      | [ 61 ] |
| 2015 | переможця не визначено                                   | | [ 62 ] |
| 2015 | Лоу Антонеллі (англ. Lou Antonelli)                      | «На душевній рівнині» (англ. «On a Spiritual Plain») | [ 62 ] |
| 2015 | Стівен Даймонд (англ. Steven Diamond)                    | «Один самурай» (англ. «A Single Samurai») | [ 62 ] |
| 2015 | Кері Інгліш (англ. Kary English)                         | «Загалом» (англ. «Totaled») | [ 62 ] |
| 2015 | Стів Рзаса (англ. Steve Rzasa)                           | «Перебіжчик» (англ. «Turncoat») | [ 62 ] |
| 2015 | Джон Райт (англ. John C. Wright)                         | «Парламент звірів і птахів» (англ. «The Parliament of Beasts and Birds»)                                                                                    | [ 62 ] |
| 2016 | Наомі Крітцер (англ. Naomi Kritzer)                      | «Зображення котів, будь-ласка» (англ. «Cat Pictures Please»)                                                                                                | [ 63 ] |
| 2016 | С. Р. Елджернон (англ. S. R. Algernon)                   | «Несиметричні бойові дії» (англ. «Asymmetrical Warfare») | [ 63 ] |
| 2016 | Джуан Табо і С. Гарріс (англ. Juan Tabo,англ. S. Harris) | «Якби ти був нагородою, коханий» (англ. «If You Were an Award, My Love»)                                                                                    | [ 63 ] |
| 2016 | Чарльз Шао (англ. Charles Shao)                          | «Семеро вб'ють тигра» (англ. «Seven Kill Tiger») | [ 63 ] |
| 2016 | Чак Тінгл (англ. Chuck Tingle)                           | «Заднє вторгнення космічних рапторів» (англ. «Space Raptor Butt Invasion»)                                                                                  | [ 63 ] |
| 2017 | Амаль Ель-Мотар (англ. Amal El-Mohtar)                   | «Пори скла й заліза» (англ. «Seasons of Glass and Iron») | [ 64 ] |
| 2017 | Нора К. Джемісін (англ. N. K. Jemisin)                   | «Місто народжене величним» (англ. «The City Born Great») | [ 64 ] |
| 2017 | Аліса Вонг (англ. Alyssa Wong)                           | «Купка перестановок в блискавках і квітах» (англ. «A Fist of Permutations in Lightning and Wildflowers»)                                                    | [ 64 ] |
| 2017 | Брук Боландер (англ. Brooke Bolander)                    | «Наші пазурі можуть розірвати галактики» (англ. «Our Talons Can Crush Galaxies»)                                                                            | [ 64 ] |
| 2017 | Керрі Вог (англ. Carrie Vaughn)                          | «Гра що ми грали під час війни» (англ. «That Game We Played During the War»)                                                                                | [ 64 ] |
| 2017 | Джон Райт (англ. John C. Wright)                         | «Немислиме світло» (англ. «An Unimaginable Light») | [ 64 ] |
| 2018 | Ребека Ронхорс (англ. Rebecca Roanhorse)                 | «Ласкаво просимо до вашого справжнього індійського досвіду™» (англ. «Welcome to your Authentic Indian Experience™»)                                         | [ 65 ] |
| 2018 | Френ Вілде (англ. Fran Wilde)                            | «Точно написано в майже твердих руках» (англ. «Clearly Lettered in a Mostly Steady Hand»)                                                                   | [ 65 ] |
| 2018 | Вайна Є-мін Прасад (англ. Vina Jie-Min Prasad)           | «Фендом для роботів» (англ. «Fandom for Robots») | [ 65 ] |
| 2018 | Лінда Наґата (англ. Linda Nagata)                        | «Марсіанський обеліск» (англ. «The Martian Obelisk») | [ 65 ] |
| 2018 | Урсула Вернон (англ. Ursula Vernon)                      | «Сонце, місяць, пил» (англ. «Sun, Moon, Dust») | [ 65 ] |
| 2018 | Керолін Йохім (англ. Caroline M. Yoachim)                | «Дев'ятий карнавал» (англ. «Carnival Nine») | [ 65 ] |
| 2019 | Елікс Герров (англ. Alix E. Harrow)                      | «Відьомський путівник для втечі: Практичний збірник портальних фантазій» (англ. «A Witch's Guide to Escape: A Practical Compendium of Portal Fantasies»)    | [ 66 ] |
| 2019 | Брук Боландер (англ. Brooke Bolander)                    | «Історія про трьох красивих сестер рапторів і принца з м'яса» (англ. «The Tale of the Three Beautiful Raptor Sisters, and the Prince Who Was Made of Meat») | [ 66 ] |
| 2019 | П. Джейлі Кларк (англ. P Djèlí Clark)                    | «Секретне життя дев'яти негритянських зубів Джорджа Вашингтона» (англ. «The Secret Lives of the Nine Negro Teeth of George Washington»)                     | [ 66 ] |
| 2019 | Сара Гейлі (англ. Sarah Gailey)                          | «Стет» (англ. «STET») | [ 66 ] |
| 2019 | Урсула Вернон (англ. Ursula Vernon)                      | «Товарство пиятства і захоплення Рози МакГрегор» (англ. «The Rose MacGregor Drinking and Admiration Society»)                                               | [ 66 ] |
| 2019 | Сара Пінскер (англ. Sarah Pinsker)                       | «Придворний чарівник» (англ. «The Court Magician») | [ 66 ] |

### 2020-ті
| Рік  | Автор                                          | Назва твору | Прим.  |
| ---- | ---------------------------------------------- | --- | ------ |
| 2020 | Ші Хуанг (англ. S. L. Huang)                   | «Останнє що можу знати» (англ. «As the Last I May Know») | [ 67 ] |
| 2020 | Шів Рамдас (англ. Shiv Ramdas)                 | «А зараз його величність сміється» (англ. «And Now His Lordship Is Laughing»)                                                                                          | [ 67 ] |
| 2020 | Ріверс Соломон (англ. Rivers Solomon)          | «Кров це інша назва голоду» (англ. «Blood Is Another Word for Hunger»)                                                                                                 | [ 67 ] |
| 2020 | Френ Вілде (англ. Fran Wilde)                  | «Каталог штормів» (англ. «A Catalog of Storms») | [ 67 ] |
| 2020 | Елікс Герров (англ. Alix E. Harrow)            | «Не озирайся, мій леве» (англ. «Do Not Look Back, My Lion») | [ 67 ] |
| 2020 | Нібедіта Сен (англ. Nibedita Sen)              | «Десять витягів з анотованої бібліографії канібалки з острова Ратнабар» (англ. «Ten Excerpts from an Annotated Bibliography on the Cannibal Women of Ratnabar Island») | [ 67 ] |
| 2021 | Урсула Вернон (англ. Ursula Vernon)            | «Метал, як кров у темряві» (англ. «Metal Like Blood in the Dark») | [ 68 ] |
| 2021 | Вайна Є-мін Прасад (англ. Vina Jie-Min Prasad) | «Посібник з розведення робочих порід» (англ. «A Guide for Working Breeds»)                                                                                             | [ 68 ] |
| 2021 | Наомі Крітцер (англ. Naomi Kritzer)            | «Маленька безкоштовна бібліотека» (англ. «Little Free Library») | [ 68 ] |
| 2021 | Юн Ха Лі (англ. Yoon Ha Lee)                   | «Русалка-астронавт» (англ. «The Mermaid Astronaut») | [ 68 ] |
| 2021 | Рае Карсон (англ. Rae Carson)                  | «Круті матері під час зомбі-апокаліпсису» (англ. «Badass Moms in the Zombie Apocalypse»)                                                                               | [ 68 ] |
| 2021 | Джон Вісвел (англ. John Wiswell)               | «Відкритий дім на проклятому пагорбі» (англ. «Open House on Haunted Hill»)                                                                                             | [ 68 ] |
| 2022 | Сара Пінскер (англ. Sarah Pinsker)             | «Де збираються дубові серця» (англ. «Where Oaken Hearts Do Gather») | [ 69 ] |
| 2022 | Елікс Герров (англ. Alix E. Harrow)            | «Пан Смерть» (англ. «Mr. Death») | [ 69 ] |
| 2022 | Жозе Пабло Іріарте (англ. José Pablo Iriarte)  | «Доведення за індукцією» (англ. «Proof by Induction») | [ 69 ] |
| 2022 | Кетрінн Валенте (англ. Catherynne M. Valente)  | «Гріхи Америки» (англ. «The Sin of America») | [ 69 ] |
| 2022 | Шонін Макґвайр (англ. Seanan McGuire)          | «Клубки» (англ. «Tangles») | [ 69 ] |
| 2022 | Blue Neustifter                                | «Невідомий номер» (англ. «Unknown Number») | [ 69 ] |

## Ретроспективна премія Г'юґо
| Рік (Рік присудження) | Автор                                                                 | Назва твору                                                                 | Прим.  |
| --------------------- | --------------------------------------------------------------------- | --------------------------------------------------------------------------- | ------ |
| 1939 (2014)           | Артур Кларк (англ. Arthur C. Clarke)                                  | «Як ми вирушили на Марс» (англ. «How We Went to Mars»)                      | [ 70 ] |
| 1939 (2014)           | Лестер дель Рей (англ. Lester del Rey)                                | «Вірний» (англ. «The Faithful»)                                             | [ 70 ] |
| 1939 (2014)           | Лестер дель Рей (англ. Lester del Rey)                                | «Гелен О'Лой» (англ. «Helen O'Loy»)                                         | [ 70 ] |
| 1939 (2014)           | Рей Бредбері (англ. Ray Bradbury)                                     | «Дилема Голлербочена» (англ. «Hollerbochen's Dilemma»)                      | [ 70 ] |
| 1939 (2014)           | Лайон Спрег де Камп (англ. L. Sprague de Camp)                        | «Гіперволосисті» (англ. «Hyperpilosity»)                                    | [ 70 ] |
| 1941 (2016)           | Айзек Азімов (англ. Isaac Asimov)                                     | «Роббі» (англ. «Robbie»)                                                    | [ 71 ] |
| 1941 (2016)           | Лі Брекетт (англ. Leigh Brackett)                                     | «Марсіанський квест» (англ. «Martian Quest»)                                | [ 71 ] |
| 1941 (2016)           | Роберт Гайнлайн (англ. Robert A. Heinlein)                            | «Реквієм» (англ. «Requiem»)                                                 | [ 71 ] |
| 1941 (2016)           | Лі Бреккет (англ. Leigh Brackett)                                     | «Зоряний Легіон» (англ. «The Stellar Legion»)                               | [ 71 ] |
| 1941 (2016)           | Хорхе Луїс Борхес (англ. Jorge Luis Borges)                           | «Тльон, Укбар, Орбіс Тертіус» (англ. «Tlön, Uqbar, Orbis Tertius»)          | [ 71 ] |
| 1943 (2018)           | Кетрін Люсіль Мур і Генрі Каттнер (англ. C. L. Moore і Henry Kuttner) | «Твонкі» (англ. «The Twonky»)                                               | [ 72 ] |
| 1943 (2018)           | Дональд Воллгайм (англ. Donald A. Wollheim)                           | «Мімік» (англ. «Mimic»)                                                     | [ 72 ] |
| 1943 (2018)           | Хол Клемент (англ. Hal Clement)                                       | «Доказ» (англ. «Proof»)                                                     | [ 72 ] |
| 1943 (2018)           | Айзек Азімов (англ. Isaac Asimov)                                     | «Зачароване коло» (англ. «Runaround»)                                       | [ 72 ] |
| 1943 (2018)           | Фріц Лайбер (англ. Fritz Leiber)                                      | «Затонула земля» (англ. «The Sunken Land»)                                  | [ 72 ] |
| 1943 (2018)           | Фредрік Браун (англ. Fredric Brown)                                   | «Етаойн Шрдлу» (англ. «Etaoin Shrdlu»)                                      | [ 72 ] |
| 1944 (2019)           | Рей Бредбері (англ. Ray Bradbury)                                     | «Король сірого космосу» (англ. «King of the Gray Spaces»)                   | [ 73 ] |
| 1944 (2019)           | Кетрін Люсіль Мур (англ. C. L. Moore)                                 | «Двері в час» (англ. «Doorway into Time»)                                   | [ 73 ] |
| 1944 (2019)           | Едмонд Гемілтон (англ. Edmond Hamilton)                               | «Вигнанець» (англ. «Exile»)                                                 | [ 73 ] |
| 1944 (2019)           | Айзек Азімов (англ. Isaac Asimov)                                     | «Смертний вирок» (англ. «Death Sentence»)                                   | [ 73 ] |
| 1944 (2019)           | Ентоні Бучер (англ. Anthony Boucher)                                  | «Q.U.R.»                                                                    | [ 73 ] |
| 1944 (2019)           | Роберт Блох (англ. Robert Bloch)                                      | «З любовю - Джек Різник» (англ. «Yours Truly – Jack the Ripper»)            | [ 73 ] |
| 1945 (2020)           | Рей Бредбері (англ. Ray Bradbury)                                     | «Р - означає Ракета» (англ. «R is for Rocket»)                              | [ 74 ] |
| 1945 (2020)           | Айзек Азімов (англ. Isaac Asimov)                                     | «Смертний вирок» (англ. «Death Sentence»)                                   | [ 74 ] |
| 1945 (2020)           | Кетрін Люсіль Мур (англ. C. L. Moore)                                 | «Двері в час» (англ. «Doorway into Time»)                                   | [ 74 ] |
| 1945 (2020)           | Едмонд Гемілтон (англ. Edmond Hamilton)                               | «Вигнанець» (англ. «Exile»)                                                 | [ 74 ] |
| 1945 (2020)           | Ентоні Бучер (англ. Anthony Boucher)                                  | «Q.U.R»                                                                     | [ 74 ] |
| 1945 (2020)           | Роберт Блох (англ. Robert Bloch)                                      | «Ваш вірний слуга - Джек Різник» (англ. «Yours Truly – Jack the Ripper»)    | [ 74 ] |
| 1946 (1996)           | Хол Клемент (англ. Hal Clement)                                       | «Незвичайне відчуття» (англ. «Uncommon Sense»)                              | [ 75 ] |
| 1946 (1996)           | Маррі Лайнстер (англ. Murray Leinster)                                | «Етичне рівняння» (англ. «The Ethical Equations»)                           | [ 75 ] |
| 1946 (1996)           | Фредерік Браун (англ. Fredric Brown)                                  | «Вагання» (англ. «The Waveries»)                                            | [ 75 ] |
| 1946 (1996)           | Льюїс Педжет (англ. Lewis Padgett)                                    | «Те що тобі потрібно» (англ. «What You Need»)                               | [ 75 ] |
| 1946 (1996)           | Реймонд Джонс (англ. Raymond F. Jones)                                | «Заочне навчання» (англ. «Correspondence Course»)                           | [ 75 ] |
| 1951 (2001)           | Деймон Найт (англ. Damon Knight)                                      | «Служити людині» (англ. «To Serve Man»)                                     | [ 76 ] |
| 1951 (2001)           | Фріц Лайбер (англ. Fritz Leiber)                                      | «Прийдешній атракціон» (англ. «Coming Attraction»)                          | [ 76 ] |
| 1951 (2001)           | Річард Метісон (англ. Richard Matheson)                               | «Народження чоловіка і жінки» (англ. «Born of Man and Woman»)               | [ 76 ] |
| 1951 (2001)           | Армін Джозеф Дейч (англ. A. J. Deutsch)                               | «Метро Мобіус» (англ. «A Subway Named Mobius»)                              | [ 76 ] |
| 1951 (2001)           | Реджинальд Брентор (англ. Reginald Bretnor)                           | «Ґнурс виходить з Вудворку» (англ. «The Gnurrs Come from the Voodvork Out») | [ 76 ] |
| 1954 (2004)           | Артур Кларк (англ. Arthur C. Clarke)                                  | «Дев'ять мільярдів імен Бога» (англ. «The Nine Billion Names of God»)       | [ 77 ] |
| 1954 (2004)           | Джером Біксбі (англ. Jerome Bixby)                                    | «Хороше життя» (англ. «It's a Good Life»)                                   | [ 77 ] |
| 1954 (2004)           | Альфред Бестер (англ. Alfred Bester)                                  | «Зіронька світлая, зіронька ясная» (англ. «Star Light, Star Bright»)        | [ 77 ] |
| 1954 (2004)           | Теодор Стерджон (англ. Theodore Sturgeon)                             | «Тарілка самотності» (англ. «A Saucer of Loneliness»)                       | [ 77 ] |
| 1954 (2004)           | Роберт Шеклі (англ. Robert Sheckley)                                  | «Сьома жертва» (англ. «Seventh Victim»)                                     | [ 77 ] |